# Пахомова, Анна Андреевна
Анна Андреевна Пахомова (23 февраля 1923 — 17 мая 2002) — передовик советского сельского хозяйства, свинарка совхоза «Красноармеец» Торбеевского района Мордовской АССР, Герой Социалистического Труда (1966).

## Биография
Родилась 23 февраля 1923 года в деревне Старое Четово, ныне Торбеевского района республики Мордовия в крестьянской мокша-мордовской семье.  
Закончила обучение в начальной школе. Трудоустроилась в 1938 году свинаркой в местный колхоз "Красноармеец". В Великую Отечественную войну, с 1942 года, работала трактористкой. В 1947 году вернулась трудиться на свиноферму. 
В 1965 году Пахомова сумела получить по 23 поросёнка на одну свиноматку. Это стало рекордом всей Мордовии. 
Указом Президиума Верховного Совета СССР от 22 марта 1966 года за получение высоких результатов в сельском хозяйстве и рекордные показатели в свиноводстве Анне Андреевне Пахомовой было присвоено звание Героя Социалистического Труда с вручением ордена Ленина и золотой медали «Серп и Молот». 
Позже продолжала трудиться. В 1973 году она от 1583 свиноматок получила свыше 9000 поросят.   
Являлась депутатом Верховного Совета РСФСР 8-го созыва, также депутатом Верховного Совета Мордовской АССР, и депутатом Торбеевского районного и Красноармейского сельского Советов.  
В 1977 году вышла на заслуженный отдых. 
Умерла 17 мая 2002 года.

## Награды
За трудовые успехи была удостоена:
- золотая звезда «Серп и Молот» (22.03.1966)
- орден Ленина (22.03.1966)
- другие медали.